# Психология здоровья
Психоло́гия здоро́вья — это наука о психологических и поведенческих процессах здоровья, болезни и здравоохранения.
Она занимается изучением того, как психологические, поведенческие и культурные факторы влияют на физическое состояние здоровья или болезни.
Понимая психологические факторы, которые влияют на здоровье и конструктивно применение того знания, медицинские психологи могут улучшить здоровье, работая непосредственно с отдельными пациентами или косвенно в крупномасштабных программах здравоохранения. Кроме того, медицинские психологи могут помочь обучить других работников здравоохранения (например, врачей и медсестер) использовать в своих интересах знание, которое произвела дисциплина, в лечении пациентов. Медицинские психологи работают во всевозможных местах: вместе с другими медицинским персоналом в больницах и клиниках, в общественных отделах здравоохранения, работающих над крупномасштабным изменением поведения и программами охраны здоровья, и в университетах и медицинских школах, где они преподают и проводят исследования.
Хотя его ранние начала можно проследить в области клинической психологии, четыре различные подразделения в рамках психологии здоровья и одной смежной области, профессиональной психологии здоровья, были разработаны в течение времени. Четыре подразделения включают клиническую психологию здоровья, психологию общественного здравоохранения, психологию здоровья общества, и критическая психология здоровья. Профессиональные организации для области психологии здоровья включают Отдел 38 Американской психологической ассоциации, Отдел Психологии Здоровья Британского психологического общества и Европейское общество психологии здоровья. Расширенная аттестация в США обеспечивается через Американский совет профессиональной психологии.

## Цели

#### Понимание поведения и ситуативных факторов
Психологи проводят исследования, чтобы определить то поведение и тот опыт, который способствует улучшению здоровья, может привести к болезни, или повлиять на эффективность медицинской помощи. Они также рекомендуют способы улучшения политики здравоохранения. Психологи работают над разработкой стратегий снижения никотиновой зависимости, улучшения ежедневного питания, в целях укрепления здоровья и профилактики заболеваний. Они также изучили связь между болезнью и индивидуальными особенностями. Например, психология здоровья нашла связь между такими личностными характеристиками как тревожность, импульсивность, враждебность / гнев, эмоциональная неустойчивость, депрессия, с одной стороны, и экстремальным вождением с другой.
Психология здоровья также связана с ситуативными факторами, в том числе экономическими, культурными, социальными и образом жизни, которые влияют на здоровье. Биопсихосоциальная модель может помочь в понимании отношения между контекстными факторами и биологией при воздействии на здоровье. Физическая зависимость препятствует прекращению курения. Некоторые исследования показывают, что соблазнительная реклама также вносит свой вклад в психологическую зависимость от табака, хотя другие исследования не обнаружили взаимосвязи между воздействием средств массовой информации и курением в юности. Другие исследования показывают соотношение между безработицей и повышением артериального давления.
Психологи стремятся изменить поведение людей для двойной цели — помочь людям оставаться здоровыми и помогать пациентам придерживаться схемы лечения болезни.

#### Профилактика болезней
Психологи могут способствовать здоровью и благополучию за счёт предупреждения заболеваний. Некоторые болезни можно лечить гораздо эффективнее, если их рано обнаружить. Психологи работают над пониманием того, почему некоторые люди не стремятся к профилактике, осмотрам, прививкам, и используют эти знания для разработки способов поощрения людей посещать медосмотры для обнаружения таких заболеваний, как рак и болезни сердца. Психологи также находят способы, чтобы помочь людям избежать рискованного поведения (например, незащищенного секса) и поощряют поведение, направленное на улучшение здоровья (например, регулярная чистка зубов или мытье рук).
Психологи также занимаются просвещением работников здравоохранения, в том числе врачей и медсестер, касательно эффективного общения с пациентами, обучение способам, которые позволяют преодолевать коммуникативные барьеры.

#### Проведение исследований
Как и психологов других дисциплин, психологи здоровья имеют глубокие знания методов исследования. Психологи применяют эти знания для проведения исследований по различным вопросам. Например, психологи проводят исследования, чтобы ответить на такие вопросы, как:
- Что влияет на здоровое питание?
- Как стресс связан с болезнями сердца?
- Как можно помочь людям изменить мышление, чтобы улучшить здоровье?

#### Обучение и общение
Психологи также могут быть ответственны за обучение других специалистов в области здравоохранения тому, как проводить мероприятия, пропагандирующие здоровое питание, отказ от курения, снижение веса и т. д. Психологи также обучают других специалистов коммуникативным навыкам, таких как, например, поддержка с целью улучшения соблюдения врачебных предписаний.

## Применение

#### Улучшение взаимодействия пациента с врачом
Медицинские психологи помогают процессу связи между врачами и пациентами во время медицинских консультаций. В этом процессе имеется большое количество проблем, так как, например, пациенты демонстрируют отсутствие понимания многих медицинских терминов, особенно анатомических (например, кишечник). Одно из направлений исследования в этом вопросе включает в себя «врач-центрированные» и «пациент-центрированные» консультации. «Врач-центрированные» консультации обычно директивны, пациент отвечает на вопросы и практически не играет роли в постановке диагноза. Несмотря на то, что этот стиль предпочитаем пожилыми людьми, многим людям он не нравится чувства иерархии или игнорирования, которые он вызывает. Они предпочитают «пациент-центрированную» консультацию, в которой врач фокусируется на нуждах пациента, выслушивает его до конца до того, как поставить диагноз, и включает пациента в процесс выбора лечения и постановки диагноза.

#### Улучшение соблюдения медицинских показаний
Медицинские психологи включены в исследование и практику, нацеленную на наставление людей следовать медицинским предписаниям и соблюдению режима лечения. Пациенты часто забывают принимать лекарства или сознательно отказываются от их приема из-за побочных эффектов. Отказы принимать предписанные лекарства ведут к большим расходам и тратят миллионы полезных лекарств, которые, в противном случае, могли бы помочь другим людям.

##### Способы наблюдения за соблюдением показаний
Психологи выявили ряд способов измерения соблюдения пациентами медицинских схем:
- Подсчет количества таблеток в баночках
- Использование самоотчётов
- Использование «Trackcap» бутылки, которая отслеживает количество открываний.

#### Управление болью
Психология здоровья пытается найти средства, чтобы уменьшить или устранить боль, а также болевые аномалии, такие как каузалгии, невралгии, и фантомные боли. Хотя задача измерения и описания боли была проблематичной, развитие опросника боли МакГилла помогло добиться прогресса в этой области. Лечение боли включает в себя введение обезболивающих, иглоукалывание (признано эффективным в снижении боли при остеоартрите колена), биологическую обратную связь, когнитивно-поведенческую терапию.